# Lista över offentlig konst i Karlshamns kommun
Lista över offentlig konst i Karlshamns kommun är en ofullständig förteckning över främst utomhusplacerad offentlig konst i Karlshamns kommun. 
| Titel               | Konstnär(er)               | Årtal | Beskrivning           | Typ - material         | Stadsdel/ort | Plats Koordinater                                       | Bild         |
| ------------------- | -------------------------- | ----- | --------------------- | ---------------------- | ------------ | ------------------------------------------------------- | ------------ |
| Sektorns mekanik    | Bertil Herlow Svensson     |       |                       | aluminium              | Karlshamn    | AAK entré, V. Kajen koordinater saknas                  |              |
| Måsen               | Bror Forslund              |       |                       | brons                  | Karlshamn    | Väggaskolan, Väggav. 2 koordinater saknas               | Måsen        |
| Utvandrarmonumentet | Axel Olsson                |       |                       | brons                  | Karlshamn    | Näsviken, Hamnparken koordinater saknas                 | Fler bilder  |
| Livsrytm            | Johnny Martinsson          |       |                       | koppar                 | Karlshamn    | Österslättskolan, E Dahlbergsv. 14 koordinater saknas   |              |
| Världsomseglare     | Elma Oijens                |       |                       | brons                  | Karlshamn    | Hantverkareg./Rådhusg. koordinater saknas               |              |
| På en perrong       | Elisabeth Svensson         |       |                       | metall                 | Karlshamn    | E Dahlbergsv./Långakärrsv. koordinater saknas           |              |
| Böljelek            | Conrad Carlman             |       |                       | brons                  | Karlshamn    | Karlshamns torg koordinater saknas                      | Böljelek     |
| Vinden              | Annika Wide                |       |                       | granit                 | Karlshamn    | Ronnebyg. 15, på gården koordinater saknas              |              |
| Okänd titel         | Jörgen Svensson            |       |                       | aluminium              | Karlshamn    | Väggaskolan, Väggav. 2 koordinater saknas               |              |
| Modulskulptur       | Lars Erik Falk             |       |                       | aluminium              | Karlshamn    | Prinsg. 45 koordinater saknas                           |              |
| Livets väg          | Bror Forslund              |       |                       | brons                  | Karlshamn    | Gustafsborgs Servicehus, Matrosg.18 koordinater saknas  |              |
| Tre Fosiler         | Pål Svensson               |       |                       | granit                 | Karlshamn    | Ågatan/Ronnebyg. koordinater saknas                     |              |
| Totempåle           | Signar N Bengtsson         |       |                       | trä                    | Karlshamn    | Bellevueförskola, Sternöv. 32 koordinater saknas        |              |
| Kunskapens fönster  | Stig Olow Lennart Karlsson |       |                       | keramik                | Asarum       | Korpadalsskolan, Iglav. 36 koordinater saknas           |              |
| Lur-ring            | Ulf Sjöström               |       |                       | brons                  | Asarum       | Badhusparken, Froarpsv./Storg. koordinater saknas       |              |
| Tecken              | Hjalmar Ekberg             |       |                       | brons                  | Asarum       | Klockebackskolan, Skolv. 12 koordinater saknas          |              |
| Fågelboet           | Lars Bergström             |       |                       | metall                 | Asarum       | Stenbackaskolan, Stenbackav. 29 koordinater saknas      |              |
| Okänd titel         | Margareta Mandelholm       |       |                       | aluminium              | Asarum       | Stenbackaförskola, Stenbackav. 29 koordinater saknas    |              |
| Toby                | Okänd                      |       |                       | Metall?                | Svängsta     | ABU. Garcia hallen, Holländarev. 33 koordinater saknas  |              |
| Okänd titel         | Signar N Bengtsson         |       |                       | måleri på laminat 3 st | Svängsta     | Centrumhusen, Holländarev./Kjellsav. koordinater saknas |              |
| Bollek              | Hjalmar Ekberg             |       |                       | brons                  | Svängsta     | Möllegårdens skola, Skolv. 29 koordinater saknas        |              |
| Treklang            | Johnny Martinsson          |       |                       | brons/granit           | Mörrum       | Kungsparken, Sölvesborgsv./Kungsv. koordinater saknas   |              |
| Helgedom            | Helle Dalberg              |       |                       | brons                  | Karlshamn    | Ågatan/Bodekullsv. koordinater saknas                   |              |
| Molnet              | Björn Selder               |       |                       | granit                 | Åryd         | Årydsv. 60Åyd koordinater saknas                        |              |
| Mandala             | Takashi Naraha             |       |                       | granit                 | Karlshamn    | Ö. Piren, Biblioteksg. koordinater saknas               | Mandala      |
| Hålla handen        | Thomas Broomé              | 2010  |                       | Skulptur               | Karlshamn    | Ö. Piren, Biblioteksg. koordinater saknas               | Hålla handen |
| Dimman              | Gusten Lindberg            |       |                       | granit                 | Karlshamn    | Perennagården, Holländareplan koordinater saknas        | Dimman       |
| Harmoni             | Bror Forslund              |       |                       | brons                  | Karlshamn    | Perennagården, Holländareplan koordinater saknas        | Harmoni      |
| Crocus              | Tore Strindberg            |       |                       | brons                  | Karlshamn    | Rosengården koordinater saknas                          | Fler bilder  |
| Maja                | Gustaf Nordahl             |       |                       | brons                  | Karlshamn    | Rosengården koordinater saknas                          | Maja         |
| På plats i Fridhem  | Astrid Göransson           | 2008  |                       | Skulptur               | Karlshamn    | koordinater saknas                                      |              |
| Okänd titel         | Okänd                      |       | Kvinna med fyra laxar | Skulptur               | Mörrum       | Mörrums Kronlaxfiske (Laxens hus) 56.19181, 14.75052    |              |